# Borut Brumen
Borut Brumen, slovenski etnolog in kulturni antropolog, * 10. februar 1963, Murska Sobota, † 30. julij 2005, Ljubljana.
Predaval je na Oddelku za etnologijo Filozofske fakultete Univerze v Ljubljani.